# Baidyabati
Baidyabati ist eine Stadt im indischen Bundesstaat Westbengalen. Die Stadt ist Teil der Agglomeration Kolkata und liegt am linken Ufer des Flusses Hugli.
Die Stadt gehört zum Distrikt Hugli. Baidyabati hat den Status einer Municipality. Die Stadt ist in 22 Wards gegliedert.

## Demografie
Die Einwohnerzahl der Stadt liegt laut der Volkszählung von 2011 bei 121.110. Baidyabati hat ein Geschlechterverhältnis von 938 Frauen pro 1000 Männer und damit einen für Indien üblichen Männerüberschuss. Die Alphabetisierungsrate lag bei 88,3 % im Jahr 2011. Knapp 94 % der Bevölkerung sind Hindus, ca. 5 % sind Muslime und ca. 1 % gehören einer anderen oder keiner Religion an. 7,5 % der Bevölkerung sind Kinder unter 6 Jahren. Bengali ist die Hauptsprache in und um die Stadt.

## Infrastruktur
Der Bahnhof von Baidyabati liegt an der Hauptlinie Haora–Bardhaman.